# Trường Sa (HQ-571)
Trường Sa (HQ-571) là tàu vận tải lớp K122 thuộc biên chế Hải quân Nhân dân Việt Nam. Tàu HQ-571 do Viện Khoa học và Công nghệ tàu thủy Việt Nam thiết kế. Đây là loại tàu chở khách hiện đại và lớn nhất hiện nay của Quân chủng Hải quân Việt Nam do Việt Nam tự thiết kế và thi công. Tàu Trường Sa có nhiệm vụ vận chuyển binh lính, vũ khí và trang bị cá nhân ra các vị trí ngoài biển; đưa đón khách tham quan du lịch quần đảo Trường Sa của Việt Nam; thay quân giữa các đảo và đất liền; bổ sung lực lượng hoặc chở các đoàn ra các đảo thuộc lãnh hải Việt Nam làm nhiệm vụ. Hiện tàu thuộc biên chế của Hải đội 411, Vùng 4 Hải quân Nhân dân Việt Nam.

## Thiết kế
Tàu thuộc loại tàu biển vỏ thép, kết cấu hàn, vách đuôi thẳng, hệ thống động lực diesel, lái chân vịt có bước cố định qua hộp giảm tốc. Tàu một thân, thuôn đều, mũi quả lê, thượng tầng bố trí đều theo chiều dọc thân.
Tàu có chiều dài 71 mét, rộng 13,2 mét, cao 6 mét, lượng chiếm nước đầy tải 2.050 tấn. Vận tốc lớn nhất của tàu là 16 hải lý/giờ (1 hải lý tương đương 1,8 km), tầm hoạt động 2.500 hải lý với thời gian hoạt động liên tục trên biển là 40 ngày đêm cho kíp tàu và 20 ngày đêm cho 180 khách. Tàu có 2 máy chính, mỗi máy có công suất hơn 2.400 mã lực. Lượng dự trữ dầu, nhiên liệu bảo đảm cho tàu hoạt động liên tục 2.500 hải lý. Tàu được thiết kế chịu gió cấp 10, 11 và sóng cấp 3; được bố trí 9 khoang, 6 boong, trong đó 4 boong phòng ở. Các phòng ngủ được thiết kế giường 2 tầng, trang bị hệ thống điều hòa toàn thân tàu. Các boong tàu đều có hệ thống nước nóng, lạnh, máy giặt, phục vụ nhu cầu của hành khách. Nội thất tàu được thiết kế sang trọng không thua kém một khách sạn hiện đại, với đầy đủ trang thiết bị sinh hoạt, ti vi, máy nước nóng, lạnh,...
Tàu được thiết kế để hoạt động trong vùng biển nhiệt đới của Việt Nam và quốc tế. Tàu có thể chịu gió cấp 10-11 và chịu sóng cấp 3. Chịu được nhiệt độ môi trường lớn nhất là 40 độ C, nhiệt độ nước biển lớn nhất 25 độ C, độ ẩm tương đối của không khí là 90%.